# Bob Marley & The Wailers
Bob Marley & The Wailers — ямайський музичний гурт, що грав у стилях регі, ска і рокстеді; заснований 1963 року Бобом Марлі, Пітером Тошем і Банні Вайлером. Окрім того, до гурту входили Junior Braithwaite, Beverley Kelso, Cherry Smith та Aston Barrett (Aston) та Carlton Barrett. Гурт припинив своє існування після смерті Боба Марлі 1981 року.

## Історія
Гурт був відомий як The Teenagers, The Wailing Rudeboys, The Wailing Wailers і нарешті The Wailers. 1966 року Braithwaite, Kelso and Smith припинили свою участь у житті гурту, який складався із тріо: Невіл Лівінгстон, Боб Марлі та Пітер Тош.
Деякі з пісень були записані з Lee «Scratch» Perry та його студійним гуртом The Upsetters. На початку 1970-х The Upsetters з представниками: Aston «Family Man» Barrett та його брата Carlton (Carlie) Barrett, сформували Wailers Band, забезпечуючи інструментальну підтримку для The Wailers. Міжнародне визнання гурт отримав у 1972 році, після виходу альбому «Catch A Fire». Їх альбом «Exodus», випущений у 1977 році, журналом Time був названий «Альбомом століття».
The Wailers записали новаторські реґі пісні, такі як «Simmer Down», «Trenchtown Rock», «Nice Time», «War», «Stir It Up» та «Get Up, Stand Up».
The Wailers розпалися у 1974 році, кожен із основних членів гурту почав пробувати власні сили у сольній кар'єрі. Боб Марлі досягнув інтернаціональних успіхів у складі гурту Bob Marley & The Wailers (із Wailers Band як інструментальною підтримкою та I-Threes на бек-вокалі). Пітер Тош та Банні Вайлер користувалися популярністю як сольні виконавці реґі-музики, яка продовжувала набирати популярність протягом 1970—1980-х років. Їх підтримували їхніми бек-гурти Word, Sound and Power та The Solomonic Orchestra.
Після смерті Боба Марлі японський співак Joe Yamanaka, хороший друг Марлі, був співаком у The Wailers — до 1986 року, коли Джо почав займатися благодійністю. Із ним гурт випустив три альбоми під назвою Reggae Vibration. Більшість членів групи з того часу померли: Марлі помер 1981 року, Тош — 1987-го, Braithwaite — 1999-го та Smith 2008 року. Банні Вайлер і Beverley Kelso є єдиним живими членам оригінального колективу.
Брати Carlton Barrett (барабани) і Aston «Family Man» Barrett (бас) — які приєдналися до Wailers чотирма роками раніше — вирішили продовжити роботу з Марлі, після того як Тош і Вайлер вийшли зі складу The Wailers. Брати Barret спочатку брали участь зі студійним гуртом Lee «Scratch» Perry під назвою The Upsetters, і тільки з початком співпраці стали учасниками The Wailers.
Bob Marley & The Wailers складалась з Боба Марлі як гітариста, композитора та головного співака, Wailers Band — як бек-гурт і I-Threes — як бек-вокал. The Wailers Band включала братів Carlton Barrett та Aston «Family Man» Barrett (барабан і бас відповідно), Junior Marvin та Al Anderson (гітара), Tyrone Downie та Earl «Wya» Lindo (клавішні) та Alvin «Seeco» Patte (перкусія). До складу I-Threes входили Ріта Марлі (дружина Боба Марлі), Judy Mowatt та Marcia Griffiths.

## Члени
- Bob Marley — гітара, вокал (1963—1981)
- Peter Tosh — гітара, клавішні, вокал (1963—1974)
- Bunny Wailer — перкусія, вокал (1963—1974)
- Junior Braithwaite — вокал (1963—1964)
- Beverley Kelso — бек-вокал (1963—1965)
- Cherry Smith — бек-вокал (1963—1966)
- Constantine Walker — бек-вокал (1966—1967)
- Aston Barrett — бас (1970—1981)
- Hugh Malcolm — ударні, перкусія (1967—1972)
- Carlton Barrett — ударні, перкусія (1970—1981)
- Earl Lindo — клавішні (1973—1981)
- Junior Marvin — гітара, бек-вокал (1974—1981)
- Al Anderson — гітара (1974—1981)
- Alvin Patterson — ударні (1974—1981)
- Rita Marley — бек-вокал (1974—1981)
- Marcia Griffiths — бек-вокал (1974—1981)
- Judy Mowatt — бек-вокал (1974—1981)
- Tyrone Downie — клавішні, перкусія, бек-вокал (1976—1981)